# Purcell (Oklahoma)
Purcell es una ciudad ubicada en el condado de McClain en el estado estadounidense de Oklahoma. En el año 2010 tenía una población de 5884 habitantes y una densidad poblacional de 218,74  personas por km².

## Geografía
Purcell se encuentra ubicada en las coordenadas 35°1′3″N 97°22′10″O / 35.01750, -97.36944 (35.017465, -97.369537).

## Demografía
Según la Oficina del Censo en 2000 los ingresos medios por hogar en la localidad eran de $33,283 y los ingresos medios por familia eran $36,128. Los hombres tenían unos ingresos medios de $25,494 frente a los $18,919 para las mujeres. La renta per cápita para la localidad era de $15,261. Alrededor del 14.4% de la población estaban por debajo del umbral de pobreza.